# Alnair
Alnair (Alfa de la Grua / α Gruis) és l'estel més brillant de la constel·lació de la Grua, amb magnitud aparent +1,73. El seu nom prové de l'àrab النائر (an-nayyir), i significa «la brillant». A la Xina era coneguda com a Ke.
Al Nair és una subgegant blanc-blavosa calent de tipus espectral B7IV, la temperatura efectiva del qual és de 13.500 K. És tan lluminosa com 380 sols -incloent-hi la radiació emesa a la regió de l'ultraviolat- i té un radi, calculat a partir de la mesura directa del seu diàmetre angular, 3,3 vegades més gran que el solar. Com altres estels del seu tipus, rota a gran velocitat, 120 vegades més de pressa que el Sol. La seva velocitat de rotació és d'almenys, 236 km/s, completant un gir en menys d'un dia. Quant al seu estat evolutiu, està prop de concloure la fusió nuclear del seu hidrogen intern encara que potser haja aconseguit ja aquest punt. La seva edat s'estima en 100 milions d'anys.
D'altra banda és un estel «molt normal», tant que se la considera com el prototip de la seva classe. Atès que té un espectre simple amb poques línies d'absorció produïdes pels àtoms de la seva atmosfera, se la utilitza com a «fons» per estudiar el gas interestel·lar. S'hi troba a 101 anys llum de distància del Sistema Solar.